# واندا (میزوری)
واندا (به انگلیسی: Wanda) یک منطقهٔ مسکونی در ایالات متحده آمریکا است که در شهرستان نیوتون، میزوری واقع شده‌است. واندا ۳۵۹٫۰۶ متر بالاتر از سطح دریا واقع شده‌است.